# Фёдор Шаляпин (теплоход, турбоход)
«Фёдор Шаляпин» — пассажирский теплоход.
Построен в Великобритании на судостроительной верфи John Brown & Company для компании Cunard Line в составе серии из 4 однотипных кораблей. Спущен на воду в 1954 году. Первоначально назывался Ivernia, в 1963 году судно было переименовано в Franconia.
Использовался на трансокеанской линии из Ливерпуля в Монреаль. В 1973 году продан в Советский Союз.
В 1973—1980 годах принадлежал Дальневосточному морскому пароходству. В 1980 передан Черноморскому морскому пароходству.

## Капитаны корабля
- Елисаветченко Владимир Константинович (1973—1976)
- Филипцов Иннокентий Николаевич (1976—1977)
- Ощерин Валерий Фёдорович (1978—1979)
- Филипцов Иннокентий Николаевич (1980)
- Константин Николаевич Шапочкин
- Николай Николаевич Сопильняк (1975—1979)
- Юрий Валентинович Зиновьев
- Виктор Васильевич Чернышов (1980—1996)
- Иван Иннокентьевич Гаркуша